# Enoplotrupes bieti
Enoplotrupes bieti es una especie de coleóptero de la familia Geotrupidae.

## Distribución geográfica
Habita en Asia.